# Iakîmiv Iar, Berezivka
Iakîmiv Iar (în ucraineană Якимів Яр) este un sat în comuna Stari Maiakî din raionul Berezivka, regiunea Odesa, Ucraina.

## Demografie
Componența lingvistică a localității Iakîmiv Iar
     Ucraineană (93,94%)
     Rusă (3,03%)
     Română (3,03%)
Conform recensământului din 2001, majoritatea populației localității Iakîmiv Iar era vorbitoare de ucraineană (93,94%), existând în minoritate și vorbitori de rusă (3,03%) și română (3,03%).